# Paul Gerson Unna
Paul Gerson Unna, född 8 september 1850 i Hamburg, död där 29 januari 1929, var en tysk dermatolog. 
Unna, som 1878 blev titulär professor, var praktiserande läkare i sin födelsestad, där han sedermera uteslutande ägnade sig åt hudsjukdomar. Trots att han endast var privatläkare utan officiell ställning, gjorde han sig känd som en av samtidens främsta på sitt område. Till hans privatklinik i Hamburg strömmade inte bara patienter från in- och utlandet, utan även läkare från hela världen för vidareutbildning, sedan Unna gjort denna klinik till ett betydande vetenskapligt centrum. Av hans lärjungar kan nämnas Ernst von Düring och Ludvig Moberg.
Unna utövade en mycket omfattande författarverksamhet inom alla grenar av sin vetenskap, och många av hans arbeten var verkligt banbrytande och epokgörande. De flesta av dem publicerades i tidskriften Monatshefte für praktische Dermatologie, som han 1882 började utge och som under hans ledning intog en rangställning bland hithörande facktidskrifter.